# Bolodon
Bolodon é um gênero de mamífero extinto do Cretáceo Inferior da Europa e da América do Norte. Foi um membro da ordem extinta Multituberculata e pertence à subordem Plagiaulacida e à família Plagiaulacidae [en].

## Espécie-tipo
A espécie-tipo, Bolodon crassidens, é conhecida a partir de fósseis do Cretáceo Inferior da Inglaterra, da formação Lulworth [en], na baía de Durlston, Dorset.
A espécie Bolodon elongatus possivelmente não é referível a este gênero: "?novo gênero a ser erigido para Bolodon elongatus", (Kielan-Jaworowska & Hurum, 2001, p. 414).
Difere de “Bolodon” por ter P1–P3 com cíngulo posterior proeminente e P1 de tamanho subigual a P2, em vez de distintamente menor. Kielan-Jaworowska, Cifelli, & Luo (2004). "Mammals from the age of dinosaurs : origins, evolution, and structure" p. 315
Fósseis da espécie Bolodon minor (espécie-tipo de Plioprion) foram encontrados no Cretáceo Inferior da baía de Durlston, Dorset. Plioprion (Cope, 1884) é provavelmente sinônimo de Bolodon.
A espécie Bolodon osborni foi nomeada por Simpson G.G. em 1928. Fósseis foram encontrados no Berriasiano (Cretáceo Inferior) da baía de Durlston, Dorset. Cifelli et al. (2014) erigiram B. hydei para restos do membro Chilson, de idade Berriasiana-Valanginiana, da formação Lakota [en] da Dakota do Sul.